# Peter Estlin
Peter Kenneth Estlin, né en 1961, est un banquier britannique, lord-maire de Londres de 2018 à 2019.
En tant que lord-maire, il fut le porte-parole et le promoteur des entreprises de la Cité, qui sont pour la plupart des sociétés financières. Avant d'entrer en fonctions, le nouveau lord-maire a participé au traditionnel défilé civique où, précédé d'une grande parade du festival, nommé le Lord Mayor's Show,, il traversa le cœur historique de Londres pour prêter serment de loyauté envers le souverain britannique en présence des juges de la Cour royale de justice,.

## Décorations honorifiques
- Knight Bachelor (2019)
- Chevalier de justice (KStJ) de l'ordre de Saint-Jean (2018)